# Powhattan (Kansas)
Powhattan ist eine City im Brown County im Bundesstaat Kansas in den USA.

## Geschichte
Powhattan wurde um das Jahr 1877 gegründet. Die Stadt wurde nach dem Häuptling Powhatan, dem Vater von Pocahontas, benannt. Ursprünglich war der Ort unter dem Namen Locknane als Station einer Postkutschenroute bekannt. Im Jahr 1887 erhielt Powhattan den Status einer selbstverwalteten Stadt (Incorporated).

## Geographie
Nach Angaben des United States Census Bureau umfasst Powhattan eine Gesamtfläche von 0,35 km², die vollständig aus Land besteht.

## Bildung
Die Gemeinde wird durch den öffentlichen Schulbezirk South Brown County USD 430 betreut. Zusätzlich befindet sich mit der Kickapoo Nation School eine von der Bureau of Indian Education anerkannte Stammes-Schule im Ort.